# یوسف‌آباد شاه میرزاکندی
یوسف‌آبادشاه‌میرزاکندی، روستایی از توابع بخش مرکزی شهرستان ارومیه در استان آذربایجان غربی ایران است.

## جمعیت
این روستا در دهستان باش‌قلعه قرار دارد و براساس سرشماری مرکز آمار ایران در سال ۱۳۸۵، جمعیت آن ۵۸ نفر (۱۷خانوار) بوده‌است.